# 愛知県道445号・静岡県道308号鳳来三ヶ日線
愛知県道445号・静岡県道308号鳳来三ケ日線（あいちけんどう445ごう・しずおかけんどう308ごう ほうらいみっかびせん）は、愛知県新城市から静岡県浜松市浜名区に至る一般県道である。

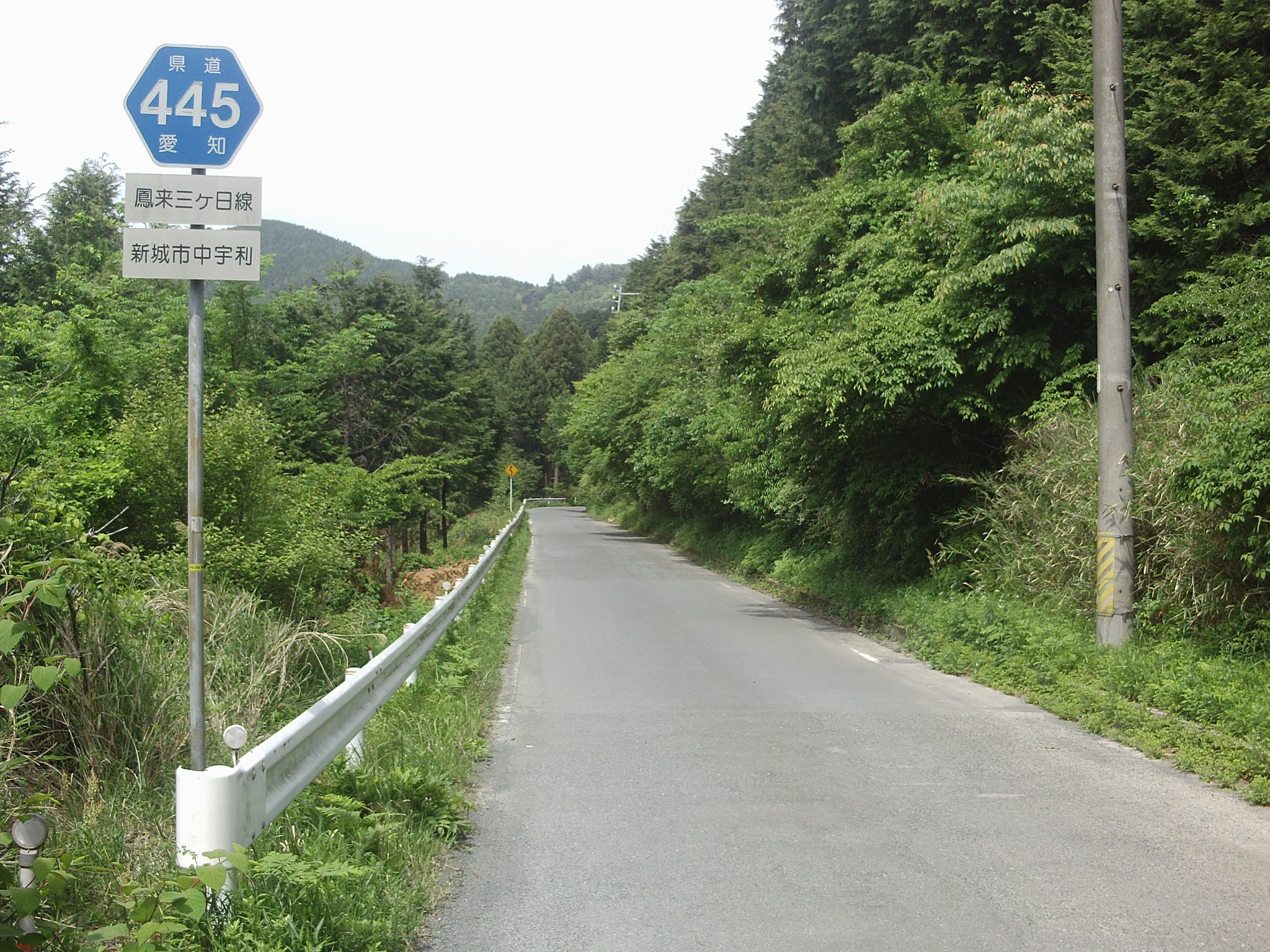
愛知県側、中宇利。県境の瓶割峠付近。

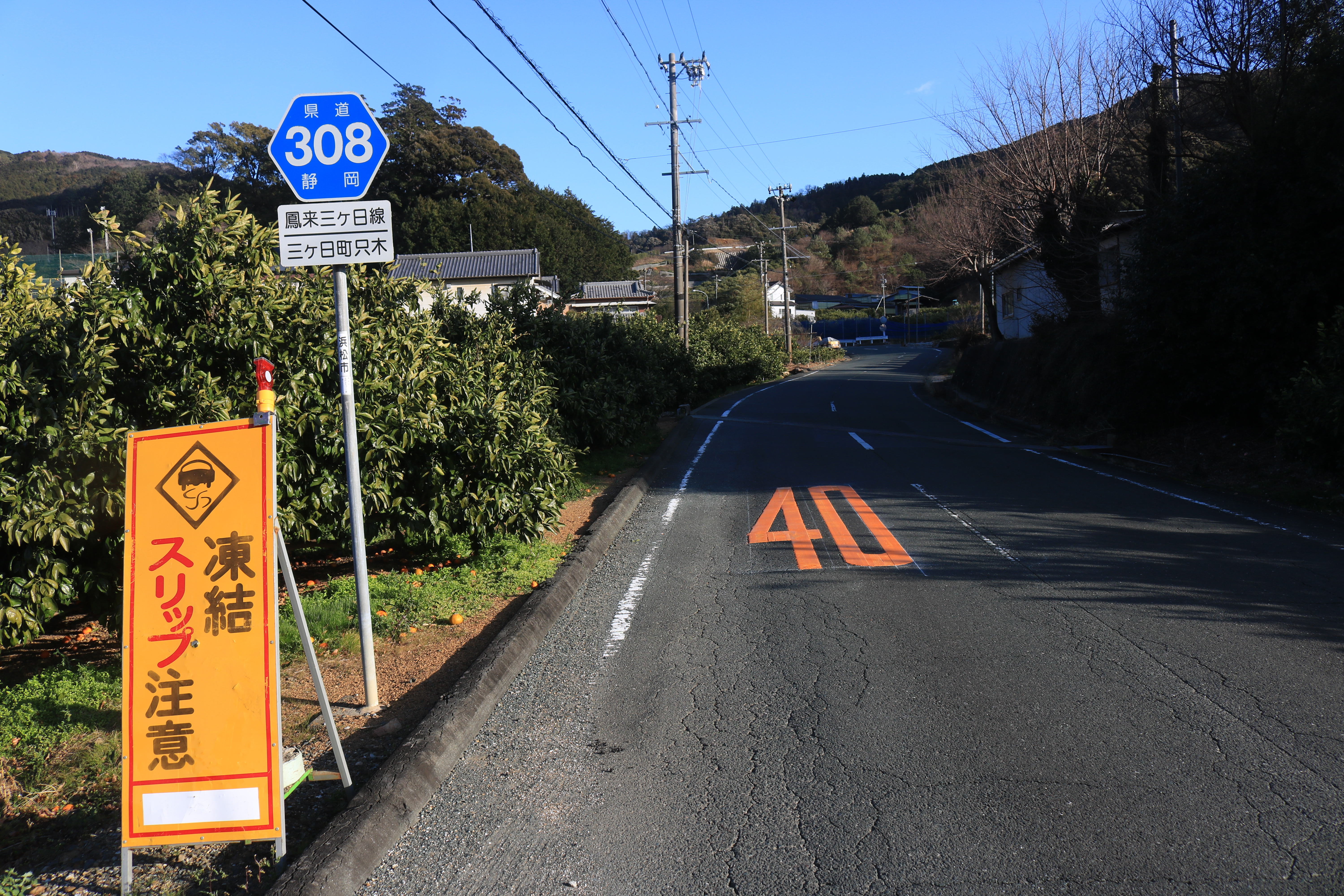
浜松市浜名区三ヶ日町只木にて

## 概要
愛知県と静岡県の境を成す弓張山地を越える道路の1つである。2県にまたがる県道であるが、愛知県道445号としての単独区間は県境付近のみの約1km弱と短い。またその単独区間は2つの峠の間にあり、ほぼ水平となっている。

### 路線データ
- 起点：愛知県新城市下吉田（国道257号交点）
- 終点：静岡県浜松市浜名区三ヶ日町駒場（東名高速道路三ヶ日IC前）
- 全長：愛知県内9.6km、静岡県内12.7km

## 沿革
- 1959年12月15日 認定

## 通過する自治体
- 愛知県
  - 新城市
- 静岡県
  - 浜松市（浜名区）

## 接続路線
- 国道257号（新城市下吉田・山吉田交差点）
- 愛知県道81号豊橋下吉田線（新城市下吉田起点 - 新城市中宇利地内で重複）
- 愛知県道392号新城引佐線（新城市竹ノ輪地内 - 黄柳野地内間で重複）

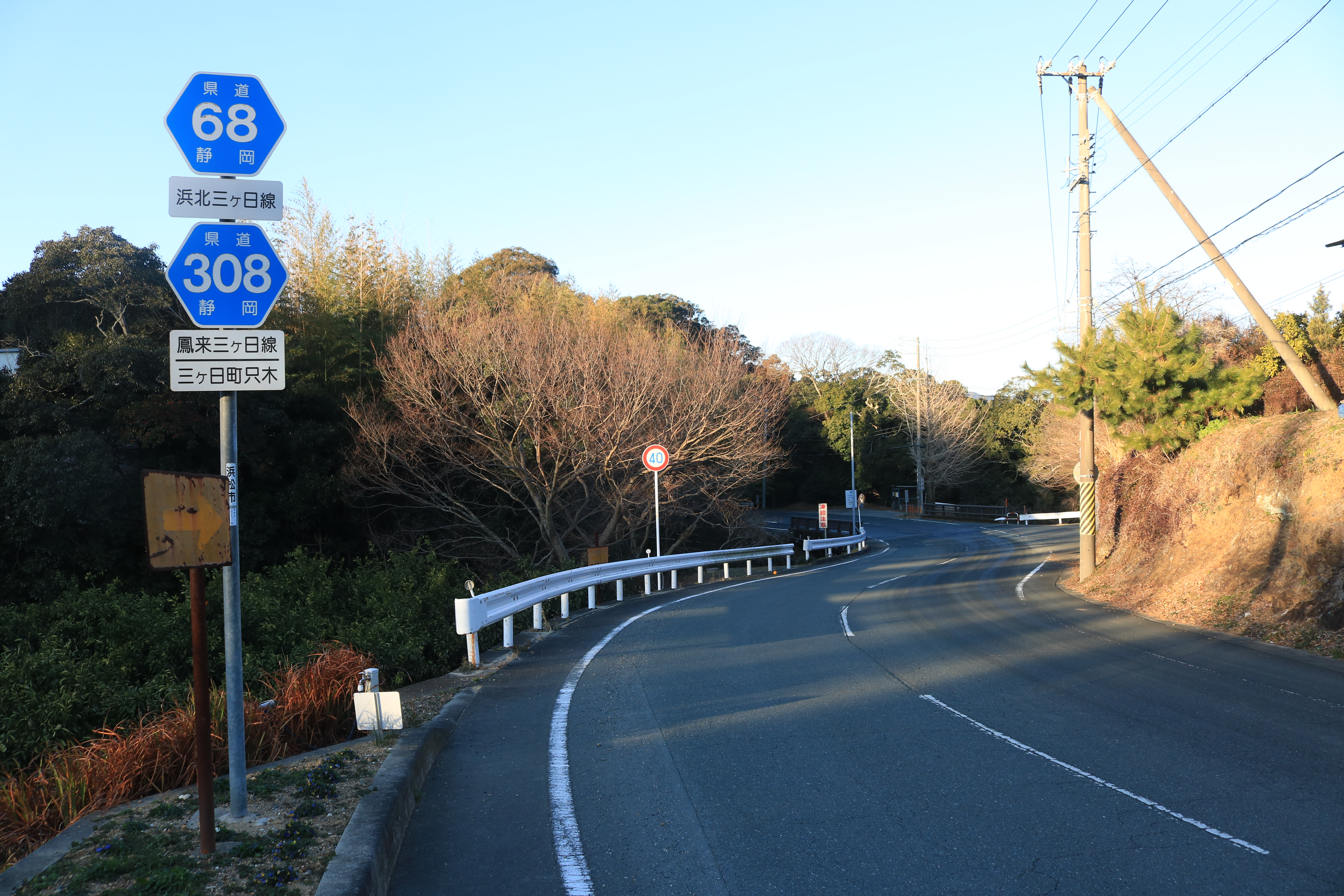
静岡県道68号浜北三ケ日線との重複区間、浜松市浜名区三ヶ日町只木にて

- 静岡県道68号浜北三ケ日線（浜松市浜名区三ヶ日町福長 - 三ヶ日町只木地内で重複）
- 静岡県道85号三ヶ日インター線（三ヶ日町駒場/都筑地内）
- 東名高速道路（三ヶ日IC）

## 沿線周辺
- 福津峠
- 瓶割峠（標高235m）
- 大福寺
- 三ヶ日人只木遺跡